# 黃日瑩
黃日瑩（1994年9月3日—），福建廈門人，中国大陆女演員，畢業於集美大學誠毅學院。

## 演艺经历
2016年，因為拍了小龍女的寫真，大家覺得她像李若彤，引起了星探的注意，從而進入演藝圈。

## 影視作品

### 电视剧/网络剧
| 首播年份 | 剧名                 | 角色   | 备注               |
| 2017年   | 《將界2》            | 唐尋嫣 | 网络剧             |
| 2019年   | 《惹不起的殿下大人》 | 林錚錚 | 网络剧             |
| 2019年   | 《通靈妃》           | 千雲兮 | 网络短剧           |
| 2020年   | 《俠探簡不知》       | 小妖女 | 网络剧             |
| 2020年   | 《通靈妃2》          | 千雲兮 | 网络短剧           |
| 2021年   | 《羅密歐方程式》     | 夏悠悠 | 网络剧             |
| 2021年   | 《春來枕星河》       | 阿梵   | 网络剧             |
| 2023年   | 《武林有俠氣》       | 葉兮   | 网络剧             |
| 2023年   | 《一念花开》         | 趙坦坦 | 网络剧             |
| 2023年   | 《對你不只是喜歡》   | 唐馨   | 网络剧             |
| 2023年   | 《神隐》             | 三生石 | 网络剧             |
| 2024年   | 《顏心記》           | 佟賽兒 | 网络剧             |
| 2024年   | 《春花焰》           | 子顾   | 网络剧             |
| 2025年   | 《錯嫁世子妃》       | 喬蔓蔓 | 网络剧，2021年拍攝 |
| 2025年   | 《临江仙》           | 婉儿   | 网络剧，友情客串   |
| 2025年   | 《半醒浮生》         | 殷筝   | 网络短剧           |
| 2025年   | 《子夜归》           | 蝠夕   | 网络剧，友情客串   |
| 待播     | 《天官賜福》         | 半月   |                    |
| 待播     | 《山河枕》           | 宋清平 |                    |
| 待播     | 《海昏行》           | 得九   | 网络剧             |
| 待播     | 《良陈美锦》         | 薛清岚 |                    |
| 待播     | 《长夜行》           |        | 网络剧             |

### 电影
| 首播年份 | 剧名                           | 角色 |
| 2024年   | 《鲛人传说之人间情》(网络电影) | 莞兒 |
| 2024年   | 《仙女鸟飞过的夏天》           |      |

### 綜藝節目
| 首播年份 | 節目名稱   |
| 2019年   | 《演技派》 |

## 外部連結
- 黄日莹的新浪微博
- 黃日瑩在豆瓣上的资料（简体中文）